# Эванс, Гил
Гил Эванс (англ. Gil Evans, псевдоним; настоящее имя — Иэн Эрнест Гилмор Грин, англ. Ian Ernest Gilmore Green) (13 мая 1912, Торонто — 20 марта 1988, Куэрнавака, Мексика; место захоронения неизвестно) — канадский и американский дирижёр и аранжировщик. Работал с эстрадными и джазовыми оркестрами.

## Жизнь и творчество
Родился в семье австралийских эмигрантов, фамилию Эванс взял по отчиму-горняку. Когда Гил был ещё ребёнком, семья часто переезжала с места на место, пока не осела в Калифорнии.
Эванс был музыкантом-самоучкой. Склонность к джазу проявилась в 15-летнем возрасте. Особенное влияние оказали на Эванса ранние записи Дюка Эллингтона и Луи Армстронга. В 1933 году организовал свой первый джаз-бэнд в Стоктоне, в 1937 году — вторую подобную группу в Бальбоа Бич. В 1941—1942 годах и после войны Эванс работал аранжировщиком танцевально-развлекательных номеров для оркестра Клода Торнхилла. В 1946 году демобилизовался из американской армии и с тех пор жил в Нью-Йорке.
В начале 1950-х гг. работал аранжировщиком на радио и телевидении; в 1952 выступал вместе с Джерри Маллиганом в клубе Basin Street East. В 1957—1963 годах сотрудничал с Майлзом Дэвисом как аранжировщик и дирижёр аккомпанировавшего ему оркестра («The Gil Evans Orchestra»). 
В 1957 записал свой первый альбом Big Stuff. В 1958 году за ним последовали New Bottle Old Wine, и в конце 1960 — программный Out of the Cool. В 1968 году Эванс записал «латиноамериканский» альбом с певицей Аструд Жилберту — Look to the Rainbow. В том же году получил стипендию Гуггенхайма.
С 1970 года Эванс начал работать с электронной музыкой, в частности в джаз-роке и фри-джазе. В 1969—1971 годах выпустил альбом Blues In Orbit, в 1971 году — Where Flamingos Fly, в 1973 — Svengali. В 1974 году Эванс с успехом выступил в Карнеги-холле. В 1970-е — 1980-е годы гастролировал в Японии (1972, 1976), Швейцарии, Франции, Италии, Швеции (1974), Польше (1976), Германии (1978), Дании, Финляндии (1981), Великобритании (1983).
В последние годы жизни выпустил альбомы Pristress (1977), Live At The Public Theatre (1980), Live At Sweet Basil и Farewell (1984-88). Совместно с Ли Коницем был сделан альбом Heroes & Anti-Heroes (1980). 
Альбом Эванса Bud and Bird (1986) в 1989 удостоен премии Грэмми в номинации "Best Jazz Instrumental Performance".